# Van Wilder: The Rise of Taj
National Lampoon's Van Wilder: The Rise of Taj, creditado apenas como National Lampoon's Van Wilder 2: The Rise of Taj (Brasil: O Dono da Festa 2 / Portugal: Van Wilder 2 - O Rei da Festa) é um filme de comédia produzido nos Estados Unidos, dirigido por Mort Nathan e lançado em 2006.

## Enredo
Taj Badalandabad (Kal Penn) após ter sido assistente do lendário Van Wilder partiu para a Inglaterra, onde pretende se formar e entrar na irmandade que sempre sonhou. Porém não consegue, e acaba criando sua própria irmandade junto aos estudantes rejeitados pelas outras irmandades.

## Elenco
- Kal Penn como Taj[2]
- Lauren Cohan como Charlotte
- Daniel Percival como Pip
- Glen Barry como Seamus
- Anthony Cozens como Gethin
- Steven Rathman como Simon
- Holly Davidson como Sadie
- Tom Davey como Percy
- William de Coverly como Roger
- Beth Steel como Penelope
- Amy Steel como Alexandra

## Recepção
O filme recebeu críticas desfavoráveis. No site Rotten Tomatoes o filme tem um índice de aprovação de 7%, com base em 46 comentários com uma média de 2.7/10.